# Championnats de Croatie de tennis de table
Les Championnats de Croatie de tennis de table comprennent une compétition individuelle organisée tous les ans par la Fédération croate de tennis de table depuis 1992 pour les joueurs de tennis de table croates, dont les vainqueurs remportent le titre de champion de Croatie, ainsi qu'une compétition par équipes appelée Superliga, qui est la plus haute compétition interclubs de Croatie.

## Championnats individuels

### Histoire
La compétition a lieu chaque année depuis 1992.
Andrej Gaćina a remporté le plus grand nombre de titres en simple.

### Palmarès
| Année et Lieu             | N° | Simples            | Simples          | Doubles                           | Doubles                         | Doubles                     |
| Année et Lieu             | N° | Messieurs          | Dames            | Messieurs                         | Dames                           | Mixte                       |
| ------------------------- | -- | ------------------ | ---------------- | --------------------------------- | ------------------------------- | --------------------------- |
| 2006 Zagreb               | 15 | Juzbasic Ivan      | Paović Sandra    | Šurbek Dragutin/ Redjep Ronald    | Bakula Andrea/ Vugrinec Suncica |                             |
| 2007 Dugo Selo            | 16 | Andrej Gaćina      | Molnar Cornelia  | Šurbek Dragutin/ Tosic Roko       | Bakula Andrea/ Vugrinec Suncica |                             |
| 2008 Split                | 17 |                    |                  |                                   |                                 |                             |
| 2009 Zagreb               | 18 | Juzbasic Ivan      | Molnar Cornelia  | Gaćina Andrej/ Tosic Roko         | Poljak Bojana/ Maglicic Mateja  |                             |
| 2010                      | 19 | Andrej Gaćina      | Bakula Andrea    | Tosic Roko/ Japec Tomislav        | Bakula Andrea/ Durak Mirela     |                             |
| 2011 Pula                 | 20 | Andrej Gaćina      | Tian Yuan        | Juzbasic Ivan/ Juzbasic Neven     | Durak Mirela/ Maglicic Mateja   |                             |
| 2012 Zagreb               | 21 | Andrej Gaćina      | Vugrinec Suncica | Kolarek Tomislav/ Zubcic Tomislav | Tomic Mirna/ Jeger Mateja       |                             |
| 2013 Malinska             | 22 | Andrej Gaćina      | Tian Yuan        | Kolarek Tomislav/ Tosic Roko      | Durak Mirela/ Jeger Mateja      |                             |
| 2014 Zagreb               | 23 | Andrej Gaćina      | Petek Petra      | Zubcic Tomislav/ Kojic Frane      | Durak Mirela/ Jeger Mateja      |                             |
| 2015 Zagreb               | 24 | Andrej Gaćina      | Tubikanec Ivana  | Tomislav Pucar/ Zeljko Filip      | Durak Mirela/ Jeger Mateja      |                             |
| 2016 Varaždin             | 25 | Frane Kojic        | Petek Petra      | Tomislav Pucar/ Zeljko Filip      | Petek Petra/ Poljak Bojana      |                             |
| 2017 Sveti Martin na Muri | 26 | Frane Kojic        | Durak Mirela     | Tosic Roko/ Japec Tomislav        | Malobabic Ivana/ Jazbec Ida     |                             |
| 2018 Sveti Martin na Muri | 27 | Andrej Gaćina      | Petek Petra      | Zovko Vjekoslav/ Banek Mario      | Malobabic Ivana/ Petek Petra    | Redjep Ronald/ Durak Mirela |
| 2019 Sveti Martin na Muri | 28 | Andrej Gaćina      | Petek Petra      | Ivor Ban/ Martinek Luka           | Malobabic Ivana/ Petek Petra    | Ivor Ban/ Pavlović Andrea   |
| 2020 Varaždin             | 29 | Andrej Gaćina      | Andrea Pavlović  | Simovic Miho/ Kolarek Tomislav    | Sun Jiayi/ Jeger Mateja         | Redjep Ronald/ Sun Jiayi    |
| 2021 Vrsar                | 30 | Andrej Gaćina      | Malobabic Ivana  | Ivor Ban/ Zeljko Filip            | Malobabic Ivana/ Jazbec Ida     | Ivor Ban / Arapovic Hana    |
| 2022 Sveti Martin na Muri | 31 | Tomislav Pucar     | Hana Arapovic    | Ivor Ban/ Zeljko Filip            | Arapovic Hana / Cosic Dora      | Ivor Ban / Arapovic Hana    |
| 2023 Vrsar                | 32 | Tomislav Pucar (2) | Hana Arapovic    | Petek Borna/ Zlatkov Luka         | Jeger Mateja/ Malobabic Ivana   | Redjep Ronald/ Rakovac Lea  |
| 2024 Vrsar                | 33 | Tomislav Pucar (3) | Hana Arapovic    |                                   |                                 |                             |
| 2025 Vrsar                | 34 | Tomislav Pucar (4) | Andrea Pavlović  | Ivor Ban/ LOZUŠIĆ                 | Ivana Malobabic/ Hana Arapovic  | Ivor Ban/ Hana Arapovic     |

## Championnats par équipes - Superliga

### Palmarès
| Année | Championnat messieurs | Championnat dames |       | Coupe messieurs | Coupe dames |
| ----- | --------------------- | ----------------- | ----- | --------------- | ----------- |
| 2014  |                       |                   |       |                 |             |
| 2015  |                       |                   |       |                 |             |
| 2016  |                       | Dr. Časl          |       |                 |             |
| 2017  |                       | Dr. Časl          |       |                 |             |
| 2018  |                       | Dr. Časl          |       |                 |             |
| 2019  |                       | Dr. Časl          |       |                 |             |
| 2020  |                       | Dr. Časl          |       |                 |             |
| 2021  |                       | Dr. Časl          |       |                 |             |
| 2022  |                       | Dr. Časl          |       |                 |             |
| 2023  |                       | Dr. Časl (10)     |       |                 |             |
| 2024  | Libertas Marinkolor   | Dr. Časl (11)     |       |                 |             |
| 2025, | Libertas Marinkolor   | Dr. Časl (12)     | Starr | Mladost         |             |